# 위대한 비밀
위대한 비밀(Anonymous)은 2011년 공개된 영화이다.

## 줄거리
영화는 현대 뉴욕에서 시작하여 윌리엄 셰익스피어의 작품이 왜 필사본으로 남아있지 않은지 의문을 제기하는 모놀로그로 시작한다. 이후 시간은 엘리자베스 1세 시대의 런던으로 거슬러 올라간다. 벤 존슨은 병사들에게 쫓기며 극장으로 숨어 들어가고, 그곳에서 에드워드 드 베어의 원고를 숨긴다. 
5년 전으로 돌아가, 에드워드 드 베어는 왕궁에서 추방된 채 살고 있다. 늙은 엘리자베스 여왕은 후계자가 없는 상태이고, 로버트 데버루가 왕위를 노린다. 에드워드는 친구 헨리 워리슬리와 함께 연극이 사람들의 마음을 움직일 수 있다는 것을 깨닫고, 벤 존슨에게 자신이 쓴 희곡을 공연하고 작가 역할을 맡아달라고 부탁한다. 그러나 배우 윌리엄 셰익스피어가 작가로 나서면서 상황은 복잡해진다. 
과거 회상을 통해 에드워드는 어릴 적부터 희곡을 썼지만 후견인 윌리엄 세실의 감시를 피해야 했고, 엘리자베스 여왕과 불륜 관계를 맺고 아들을 낳았지만 세실의 방해로 헤어지게 되었음을 알게 된다. 이후 에드워드는 셰익스피어의 이름으로 작품을 계속 발표하며, 셰익스피어는 에드워드를 협박하여 돈을 뜯어낸다. 
에드워드는 세실의 영향력을 줄이고자 반란을 계획하고, 그의 희곡은 사람들을 선동하는 데 이용된다. 그러나 벤 존슨이 계획을 배신하면서 반란은 실패하고, 에드워드는 자신이 엘리자베스 여왕의 사생아이며 친어머니와 근친상간을 했다는 충격적인 사실을 알게 된다. 결국 에드워드는 익명의 작가로 남기로 하고, 아들 헨리는 목숨을 건진다. 
엘리자베스 여왕이 죽고 제임스 1세가 왕위에 오르자 세실은 여전히 권력을 유지한다. 죽음을 앞둔 에드워드는 벤 존슨에게 자신의 원고를 맡기고, 벤 존슨은 에드워드의 재능을 인정하며 그의 작품을 보호하기로 약속한다. 벤 존슨은 파괴된 극장에서 원고를 찾아내고, 셰익스피어의 작품이 계속 공연되는 것을 보게 된다. 
현대로 돌아와 내레이터는 각 인물의 운명을 설명하며 셰익스피어 작품의 진정한 작가가 누구였든, 그의 작품은 영원히 기억될 것이라고 말한다.

## 출연

### 주연
- 리스 이판
- 바네사 레드그레이브
- 조엘리 리차드슨
- 제이미 캠벨 바우어

### 조연
- 데이빗 듈리스
- 자비에르 사무엘
- 라프 스팰
- 마크 라이런스
- 에드워드 호그
- 네드 데네히
- 토니 웨이
- 세바스찬 아메스토
- 톰 우라쉬하
- 헨리 로이드 휴즈
- 줄리안 블리치
- 폴라 슈람
- 알렉스 하셀
- 존 케오그
- 로버트 엠스
- 알렉산더 야신
- 빅키 크리엡스
- 트라이스탄 그라벨
- 이사야 미챌스키
- 마이클 S. 루쉐인스키
- 패트릭 디엠링
- 마이크 마스
- 마르티나 이스커
- 요아힘 파울 아스뷰크
- 헨드릭 마압
- 데릭 제이코비
- 샘 리드
- 조엘리 리차드슨
- 파올로 드 비타

## 기타
- 공동제작: 크리스토프 피셔
- 공동제작: 커스틴 윈클러
- 공동제작: 찰리 워브큰
- 라인프로듀서: 마커스 로게스
- 조감독: 토비아스 아샘
- 조감독: 토미 크레이셀메이어
- 조감독: 릭키-리 로버츠
- 조감독: 로니 슈로더
- 사운드디자인: 허버트 바소로마
- 미술: 세바스찬 T. 크라빙켈
- 세트: 사이먼-줄리앙 부체리
- 의상: 리지 크리스틸
- 분장부문: 하이크 머커
- 분장부문: 비욘 리베인
- 프로덕션매니저: 크리스토퍼 버그
- 프로덕션매니저: 미키 엠리치